# Andrea Hirata
Andrea Hirata, właśc. Andrea Hirata Seman Said Harun (ur. 24 października 1967 w Gantung) – indonezyjski pisarz.
Jest autorem szeregu powieści, wierszy i opowiadań. Jego pierwsza powieść pt. Laskar Pelangi stała się bestsellerem i doczekała się wydań w ponad 30 językach. Oparty na tej książce film został najbardziej dochodowym filmem w historii kina indonezyjskiego.

## Nagrody i wyróżnienia
Laureat New York Book Festival 2013 (kategoria: general fiction).
Został uhonorowany tytułem Honorary Doctor of Letters (Hon DLitt), przyznanym przez University of Warwick.

## Twórczość
- 2005: Laskar Pelangi
- 2006: Sang Pemimpi
- 2007: Edensor
- 2008: Maryamah Karpov
- 2010: Padang Bulan & Cinta di Dalam Gelas
- 2011: Sebelas Patriot
- 2015: Ayah
- 2017: Sirkus Pohon
- 2019: Orang-Orang Biasa
- 2020: Guru Aini